# Kompilacja skrośna

Przykładowy schemat kompilacji skrośnej w wariancie „Canadian Cross”

Kompilacja skrośna – kompilacja wykonywana na innej architekturze procesora niż docelowa (np. program komputerowy dla docelowej architektury ARM kompilowany na architekturze x86).
Istnieje także rodzaj kompilacji skrośnej (skrótowo nazwany „Canadian Cross”), polegający na wykorzystaniu trzech architektur: na architekturze A kompilowany skrośnie jest kompilator dla architektury B i za jego pomocą kompilowany jest skrośnie program na docelową architekturę C.

## Kompilacja skrośna w gcc
Używając kompilatora gcc, skryptów make oraz configure można łatwo dokonać kompilacji skrośnej: wystarczy wywołać configure z parametrem --target=architektura, gdzie architektura oznacza architekturę docelową.